# Jeremy Meeks
Jeremy Ray Meeks (Tacoma, Washington; 7 de febrero de 1984) es un modelo y actor estadounidense. 
Exmiembro de la pandilla callejera Crips, Meeks fue arrestado en 2014 durante una redada policial llamada Operación Alto el Fuego en Stockton, California. Después de esto la policía publicó su foto policial en Facebook, que se volvió viral debido a su apariencia. Fue condenado por cargos federales de ser un delincuente en posesión de un arma de fuego y por robo agravado. Las agencias de modelos advirtieron la fotografía policial de Meeks y, tras su liberación de la Institución Correccional Federal de Mendota en marzo de 2016, comenzó una carrera como modelo.

## Primeros años de vida
Jeremy Meeks nació en Tacoma, Washington, el 7 de febrero de 1984. Es hijo de Katherine Angier y Emery Meeks.
En 2002, fue acusado de robo y lesiones corporales a un niño, y de agredir a un joven de 16 años. Fue sentenciado a dos años de prisión en California, durante los cuales admitió haber afirmado ser miembro de los North Side Gangster Crips.